# Galiciai Nacionalista Blokk
A Galiciai Nacionalista Blokk egy spanyolországi regionális pártszövetség Galiciában, amely a helyi baloldali nacionalista pártokat fogja össze.

## Története
Az 1960-as években alapították francoellenes aktivisták, majd 1975-ben pártként létrejött a Galiciai Nemzeti-Népi Gyűlés, amely népfrontként tüntetéseket szervezett és készült egy jövendőbeli választásra. Az 1977-es választáson indult a párt, majd az 1981-es regionális választáson is indultak, de itt a jobboldali Népi Szövetség győzött. 1982-ben megalapították a Galiciai Nacionalista Blokkot, aminek elnöke Xosé Manuel Beiras lett. Beiras vezetésével a párt a galiciai nacionalizmus felé fordult és hogy Galiciát ismerjék el független államként. Fontos célkitűzésük volt, hogy a galíciai nyelv pozitív diszkriminációban részesüljön.

## Ideológiája
A párt egy alulról jövő mozgalomként alapult meg, 1982-ben. Elődje a Galiciai Népi Unió volt.
A párt markánsan baloldali és elkötelezett híve a galiciai függetlenségnek és nacionalizmusnak. Eleinte az önrendelkzés volt a párt elsődleges célja, de ahogyan később a Galicia Egység párt csatlakozott a koalícióhoz, úgy mérsékeltebb nacionalista párt lett. Anxo Quintana 2005-2009 közti vezetése alatt nem volt függetlenségpárti a koalíció, de számos tagja szimpatizált az eszmével.
A Galicia Nacionalista Blokk erősen kötődik az egyik helyi, jelentős szakszervezethez, mint a Galiciai Szakszervezeti Konföderáció (Confederación Intersindical Galega), hallgatói szervezethez, mint a Felébredni - Galiciai Hallgatók (Erguer-Estudantes da Galiza) vagy olyan érdekképviseleti szervekhez mint a Galiciai Gazda Unió (Sindicato Labrego Galego) és a Galiciai Falu Szövetség ( Federación Rural Galega) emellett környezetvédelmi, feminista szervezetek és galiciai nyelvi szervezetek is szimpatizálnak a párttal.
A párt jelenleg is baloldali ám enyhén euroszkeptikus nézetű lett.